# Háromszögű négyzetszámok

A 36 háromszögű négyzetszám háromszögszám- és négyzetszám-felírásában.

A matematika, közelebbről a számelmélet területén a háromszögű négyzetszámok olyan természetes számok, amik egyszerre háromszögszámok és négyzetszámok.
Végtelen sok ilyen szám létezik, az első néhány: 0, 1, 36, 1225, 41616, 1413721, 48024900, 1631432881, 55420693056, 1882672131025 (A001110 sorozat az OEIS-ben).

## Explicit képletek
Jelölje {\displaystyle N_{k}} a {\displaystyle k}-adik háromszögű négyzetszámot, {\displaystyle s_{k}} és {\displaystyle t_{k}} pedig a hozzá tartozó négyzet és háromszög oldalait, így adódik:
{\displaystyle N_{k}=s_{k}^{2}={\frac {t_{k}(t_{k}+1)}{2}}}.
Legyen egy {\displaystyle N={\frac {n(n+1)}{2}}} háromszögszám háromszöggyöke {\displaystyle n}. A definícióból és a kvadratikus formulából adódóan {\displaystyle n={\frac {{\sqrt {8N+1}}-1}{2}}}. Ezért {\displaystyle N} akkor és csak akkor háromszögszám, ha {\displaystyle 8N+1} négyzetszám, és természetesen {\displaystyle N^{2}} akkor és csak akkor négyzetszám és háromszögszám egyben, ha {\displaystyle 8N^{2}+1} négyzetszám, tehát ha léteznek olyan {\displaystyle x} és {\displaystyle y} egész számok, melyekre {\displaystyle x^{2}-8y^{2}=1}. Ez a Pell-egyenlet egyik példája, ahol {\displaystyle n=8}. Minden Pell-egyenletnek van egy triviális megoldása (1,0), ezt a nulladik megoldásnak nevezik, és indexe {\displaystyle (x_{0},y_{0})}. Ha {\displaystyle (x_{k},y_{k})} jelöli adott {\displaystyle n}-re nézve bármely Pell-egyenlet k-adik nemtriviális megoldását, akkor a végtelen leszállás módszerével megmutatható, hogy {\displaystyle x_{k+1}=2x_{k}x_{1}-x_{k-1}} és {\displaystyle y_{k+1}=2y_{k}x_{1}-y_{k-1}}. Ezért bármely Pell-egyenletnek, aminek létezik nem triviális megoldása (ha n nem négyzetszám), végtelen sok megoldása létezik. Az első nem triviális megoldás {\displaystyle n=8}-ra könnyen megtalálható: (3,1). Az {\displaystyle (x_{k},y_{k})} megoldás az {\displaystyle n=8} Pell-egyenletre a következő módon ad meg egy háromszögű négyzetszámot annak négyzet- és háromszöggyökével: {\displaystyle s_{k}=y_{k},t_{k}={\frac {x_{k}-1}{2}},} és {\displaystyle N_{k}=y_{k}^{2}}.  Így tehát az első háromszögű négyzetszám, ami a (3,1)-ből adódik az 1, a következő, ami a (17,6) (=6×(3,1)-(1,0))-ból adódik, a 36.
Az Nk, sk és tk sorozatok az OEIS-ben itt találhatók:  A001110,  A001109, illetve  A001108.
1778-ban Leonhard Euler meghatározta az explicit képletet:

{\displaystyle N_{k}=\left({\frac {(3+2{\sqrt {2}})^{k}-(3-2{\sqrt {2}})^{k}}{4{\sqrt {2}}}}\right)^{2}}.
A fentiből következő, de esetenként kényelmesebben használható képletek még:
{\displaystyle {\begin{aligned}N_{k}&={1 \over 32}\left((1+{\sqrt {2}})^{2k}-(1-{\sqrt {2}})^{2k}\right)^{2}={1 \over 32}\left((1+{\sqrt {2}})^{4k}-2+(1-{\sqrt {2}})^{4k}\right)\\&={1 \over 32}\left((17+12{\sqrt {2}})^{k}-2+(17-12{\sqrt {2}})^{k}\right)\end{aligned}}}.
A megfelelő explicit képletek {\displaystyle s_{k}}-ra és {\displaystyle t_{k}}-ra nézve:
{\displaystyle s_{k}={\frac {(3+2{\sqrt {2}})^{k}-(3-2{\sqrt {2}})^{k}}{4{\sqrt {2}}}}}
és
{\displaystyle t_{k}={\frac {(3+2{\sqrt {2}})^{k}+(3-2{\sqrt {2}})^{k}-2}{4}}}.

## Pell-egyenlet
A háromszögű négyzetszámok keresése a következő módon redukálható a Pell-egyenlet megoldására. Minden háromszögszám felírható t(t + 1)/2 alakban. Ezért olyan t és s egész számokat keresünk, melyekre
{\displaystyle {\frac {t(t+1)}{2}}=s^{2}}.
Némi átalakítással:
{\displaystyle (2t+1)^{2}=8s^{2}+1,}
majd helyettesítve {\displaystyle x=2t+1} és {\displaystyle y=2s}-et, a következő diofantoszi egyenlethez jutunk:
{\displaystyle x^{2}-2y^{2}=1,}
ami a Pell-egyenlet egy példánya. Ezt a konkrét darabot a {\displaystyle P_{k}} Pell-számok a következőképpen oldják meg:
{\displaystyle x=P_{2k}+P_{2k-1},\quad y=P_{2k}};
ezért az összes megoldás kiolvasható a következőből:
{\displaystyle s_{k}={\frac {P_{2k}}{2}},\quad t_{k}={\frac {P_{2k}+P_{2k-1}-1}{2}},\quad N_{k}=\left({\frac {P_{2k}}{2}}\right)^{2}}.
Sok azonosság létezik a Pell-számokkal kapcsolatban, ezek a háromszögű négyzetszámokkal kapcsolatos identitásokká alakíthatók.

## Rekurrencia-relációk
A háromszögű négyzetszámok definiálhatók rekurzív sorozatként, ahogy a hozzájuk kapcsolódó négyzetek és háromszögek oldalai is. Ezek
{\displaystyle N_{k}=34N_{k-1}-N_{k-2}+2}, ahol {\displaystyle N_{0}=0{\text{ és }}N_{1}=1};
{\displaystyle N_{k}=\left(6{\sqrt {N_{k-1}}}-{\sqrt {N_{k-2}}}\right)^{2}}, ahol {\displaystyle N_{0}=0{\text{ és }}N_{1}=1}.
Továbbá
{\displaystyle s_{k}=6s_{k-1}-s_{k-2}}, ahol {\displaystyle s_{0}=0{\text{ és }}s_{1}=1};
{\displaystyle t_{k}=6t_{k-1}-t_{k-2}+2}, ahol {\displaystyle t_{0}=0{\text{ és }}t_{1}=1}.

## Más karakterizációk
Minden háromszögű négyzetszám felírható {\displaystyle b^{2}c^{2}} alakban, ahol {\displaystyle b/c} konvergál négyzetgyök 2 lánctört-alakjához.
A. V. Sylwester rövid bizonyítása arra nézve, hogy végtelen sok háromszögű négyzetszám létezik:
Ha az {\displaystyle n(n+1)/2} háromszögszám négyzetszám, akkor a nagyobb
{\displaystyle {\frac {{\bigl (}4n(n+1){\bigr )}{\bigl (}4n(n+1)+1{\bigr )}}{2}}=2^{2}\,{\frac {n(n+1)}{2}}\,(2n+1)^{2}} háromszögszám is négyzetszám.
Azért tudjuk ezt, mert három négyzetszám szorzataként áll elő: {\displaystyle 2^{2}} (a kitevő alapján), {\displaystyle (n(n+1))/2} (az {\displaystyle n}-edik háromszögszám, a kiindulási feltétel alapján) és {\displaystyle (2n+1)^{2}} (a kitevő alapján). Négyzetszámok szorzata minden esetben négyzetszám lesz. Ez onnan is tudható, hogy a teljes négyzetnek levés szükséges és elégséges feltétele, hogy páros hatványon szerepeljenek a prímtényezők a prímtényezős felbontásban, és ez a tulajdonság két négyzetszám összeszorzásánál megmarad.
A {\displaystyle t_{k}} háromszöggyökök váltakozva eggyel kisebbek egy négyzetszámnál és kétszeresei egy négyzetszámnak (páros k értékekre), illetve négyzetszámok és eggyel kisebbek egy négyzetszám kétszeresénél (páratlan k értékekre). Tehát, {\displaystyle 49=7^{2}=2\cdot 5^{2}-1\quad 288=17^{2}-1=2\cdot 12^{2}} és {\displaystyle 1681=41^{2}=2\cdot 29^{2}-1}. Mindegyik esetben a két négyzetgyök összeszorzása a következőt adja: {\displaystyle s_{k}:5\cdot 7=35,12\cdot 17=204} és {\displaystyle 29\cdot 41=1189}.
{\displaystyle N_{k}-N_{k-1}=s_{2k-1}:36-1=35,1225-36=1189} és {\displaystyle 41616-1225=40391}. Más szavakkal, két egymást követő háromszögű négyzetszám különbsége egy harmadik háromszögű négyzetszám négyzetgyökével egyezik meg.
A háromszögű négyzetszámokat előállítő függvény:
{\displaystyle {\frac {1+z}{(1-z)(z^{2}-34z+1)}}=1+36z+1225z^{2}+\cdots }.

## Numerikus adatok
Ahogy {\displaystyle k} értéke egyre nő, a {\displaystyle t_{k}/s_{k}} arány egyre jobban megközelíti a {\displaystyle {\sqrt {2}}\approx 1,41421}-t,  az egymást követő háromszögű négyzetszámok aránya pedig {\displaystyle (1+{\sqrt {2}})^{4}=17+12{\sqrt {2}}\approx 33,97056}-t. Az alábbi táblázat bemutatja {\displaystyle k} értékeit 0 és 7 között.
| {\displaystyle k} | {\displaystyle N_{k}} | {\displaystyle s_{k}} | {\displaystyle t_{k}} | {\displaystyle t_{k}/s_{k}} | {\displaystyle N_{k}/N_{k-1}} |
| ----------------- | --------------------- | --------------------- | --------------------- | --------------------------- | ----------------------------- |
| 0                 | 0                     | 0                     | 0                     |                             |                               |
| 1                 | 1                     | 1                     | 1                     | 1                           |                               |
| 2                 | 36                    | 6                     | 8                     | 1,33333                     | 36                            |
| 3                 | 1225                  | 35                    | 49                    | 1,4                         | 34,02778                      |
| 4                 | 41 616                | 204                   | 288                   | 1,41176                     | 33,97224                      |
| 5                 | 1 413 721             | 1189                  | 1681                  | 1,41379                     | 33,97061                      |
| 6                 | 48 024 900            | 6930                  | 9800                  | 1,41414                     | 33,97056                      |
| 7                 | 1 631 432 881         | 40 391                | 57 121                | 1,41420                     | 33,97056                      |